# 下丸子
下丸子（しもまるこ）は、東京都大田区の町名。現行行政地名は下丸子一丁目から下丸子四丁目。住居表示実施済区域。

## 地理
大田区の南西部に位置する。北辺は大田区鵜の木に接する。北東部は概ね環八通りに接し、大田区千鳥に接する。南東部は大田区矢口に接する。南辺及び西辺は多摩川が流れ、これを境にして南側で神奈川県川崎市幸区古市場、南西から西側で南から川崎市中原区上平間・中丸子・下沼部と接する。面積は1.57平方キロメートル。
町域内を多摩堤通りとガス橋通りが通っている。多摩川沿いには旧堤通りが通っている。また対岸の川崎市側の中原区上平間とはガス橋で繋がっている。また町域内を東急多摩川線の線路が通っており、下丸子駅が設置されている。
多摩川沿いには大規模な工場（下記「#現存しない施設」）が転出した跡地を利用した高層マンションや商業施設、産業施設などが立ち並び、多摩川の堤防を越えた河川敷は緑地や運動場となっている。また駅周辺に商店街がみられる。その他の場所には住宅や小規模な工場等の立ち並ぶ地域となっている。
地形はおおむね平坦である。ただし多摩川沿いの工場跡地はスーパー堤防（高規格堤防）として造成されているため、川に向かって緩やかな登り勾配になっている。

### 地価
住宅地の地価は、2025年（令和7年）1月1日の公示地価によれば、下丸子2-11-11の地点で59万2000円/m2、下丸子4-5-8の地点で53万6000円/m2となっている。

## 歴史
- 1876年（明治9年）9月17日 - 暴風雨により多摩川が下丸子を含め数カ所で決壊[7]。

## 世帯数と人口
2024年（令和6年）4月1日現在（東京都発表）の世帯数と人口は以下の通りである。
| 丁目         | 世帯数     | 人口     |
| ------------ | ---------- | -------- |
| 下丸子一丁目 | 2,275世帯  | 3,961人  |
| 下丸子二丁目 | 5,002世帯  | 10,335人 |
| 下丸子三丁目 | 1,803世帯  | 2,799人  |
| 下丸子四丁目 | 3,072世帯  | 6,228人  |
| 計           | 12,152世帯 | 23,323人 |

### 人口の変遷
国勢調査による人口の推移。
| 年                 | 人口   |
| ------------------ | ------ |
| 1995年（平成7年）  | 13,788 |
| 2000年（平成12年） | 14,495 |
| 2005年（平成17年） | 21,347 |
| 2010年（平成22年） | 22,354 |
| 2015年（平成27年） | 23,332 |
| 2020年（令和2年）  | 23,711 |

### 世帯数の変遷
国勢調査による世帯数の推移。
| 年                 | 世帯数 |
| ------------------ | ------ |
| 1995年（平成7年）  | 5,982  |
| 2000年（平成12年） | 6,580  |
| 2005年（平成17年） | 9,477  |
| 2010年（平成22年） | 10,144 |
| 2015年（平成27年） | 11,144 |
| 2020年（令和2年）  | 11,755 |

## 学区
区立小・中学校に通う場合、学区は以下の通りとなる（2023年3月時点）。
| 丁目         | 番地                      | 小学校                   | 中学校                 |
| ------------ | ------------------------- | ------------------------ | ---------------------- |
| 下丸子一丁目 | 1番 2番                   | 大田区立千鳥小学校       | 大田区立大森第七中学校 |
| 下丸子一丁目 | 3〜21番                   | 大田区立矢口西小学校     | 大田区立矢口中学校     |
| 下丸子二丁目 | 1〜12番 14〜23番 25〜32番 | 大田区立矢口西小学校     | 大田区立矢口中学校     |
| 下丸子二丁目 | 13番 24番 33〜36番        | 大田区立多摩川小学校     | 大田区立矢口中学校     |
| 下丸子三丁目 | 5〜30番                   | 大田区立矢口西小学校     | 大田区立矢口中学校     |
| 下丸子三丁目 | 2番の一部                 | 大田区立東調布第三小学校 | 大田区立大森第七中学校 |
| 下丸子三丁目 | 1番 2番の一部 3〜4番      | 大田区立千鳥小学校       | 大田区立大森第七中学校 |
| 下丸子四丁目 | 1番の一部                 | 大田区立千鳥小学校       | 大田区立大森第七中学校 |
| 下丸子四丁目 | 1番の一部                 | 大田区立東調布第三小学校 | 大田区立大森第七中学校 |
| 下丸子四丁目 | 24〜27番                  | 大田区立嶺町小学校       | 大田区立大森第七中学校 |
| 下丸子四丁目 | 21番の一部 22〜23番       | 大田区立嶺町小学校       | 大田区立矢口中学校     |
| 下丸子四丁目 | 2〜20番 21番の一部        | 大田区立矢口西小学校     | 大田区立矢口中学校     |

## 事業所
2021年（令和3年）現在の経済センサス調査による事業所数と従業員数は以下の通りである。
| 丁目         | 事業所数  | 従業員数 |
| ------------ | --------- | -------- |
| 下丸子一丁目 | 127事業所 | 744人    |
| 下丸子二丁目 | 198事業所 | 3,932人  |
| 下丸子三丁目 | 211事業所 | 7,767人  |
| 下丸子四丁目 | 126事業所 | 884人    |
| 計           | 662事業所 | 13,327人 |

### 事業者数の変遷
経済センサスによる事業所数の推移。
| 年                 | 事業者数 |
| ------------------ | -------- |
| 2016年（平成28年） | 628      |
| 2021年（令和3年）  | 662      |

### 従業員数の変遷
経済センサスによる従業員数の推移。
| 年                 | 従業員数 |
| ------------------ | -------- |
| 2016年（平成28年） | 12,422   |
| 2021年（令和3年）  | 13,327   |

## 交通

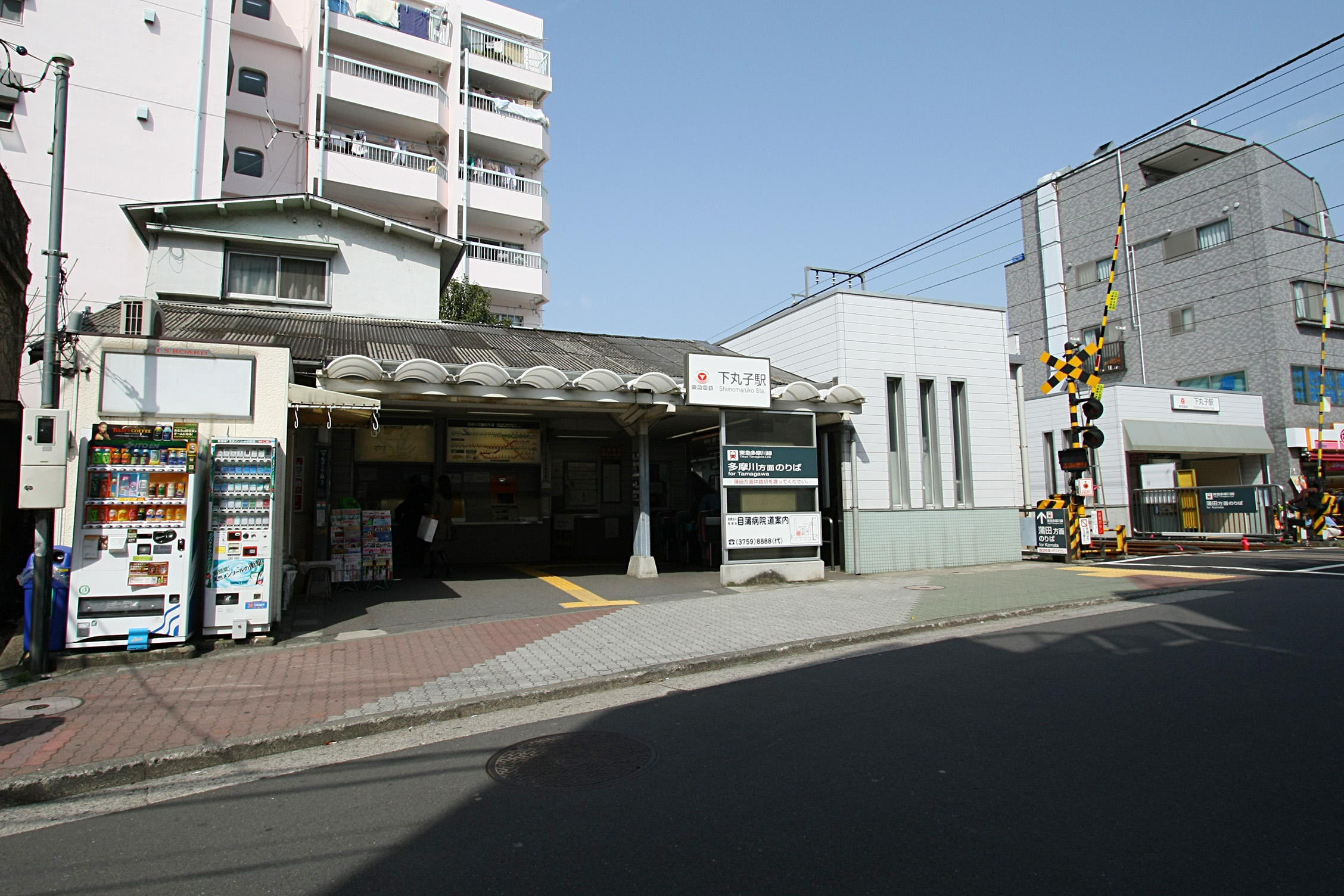
下丸子駅

町域北部に東急多摩川線下丸子駅が設置されている。東部では隣の武蔵新田駅も利用可能である。まだ東急池上線千鳥町駅も近接する他、下丸子・矢口を走る大田区コミュニティバス（たまちゃんバス）が運行され、下丸子駅前にバス停がある。

## 施設

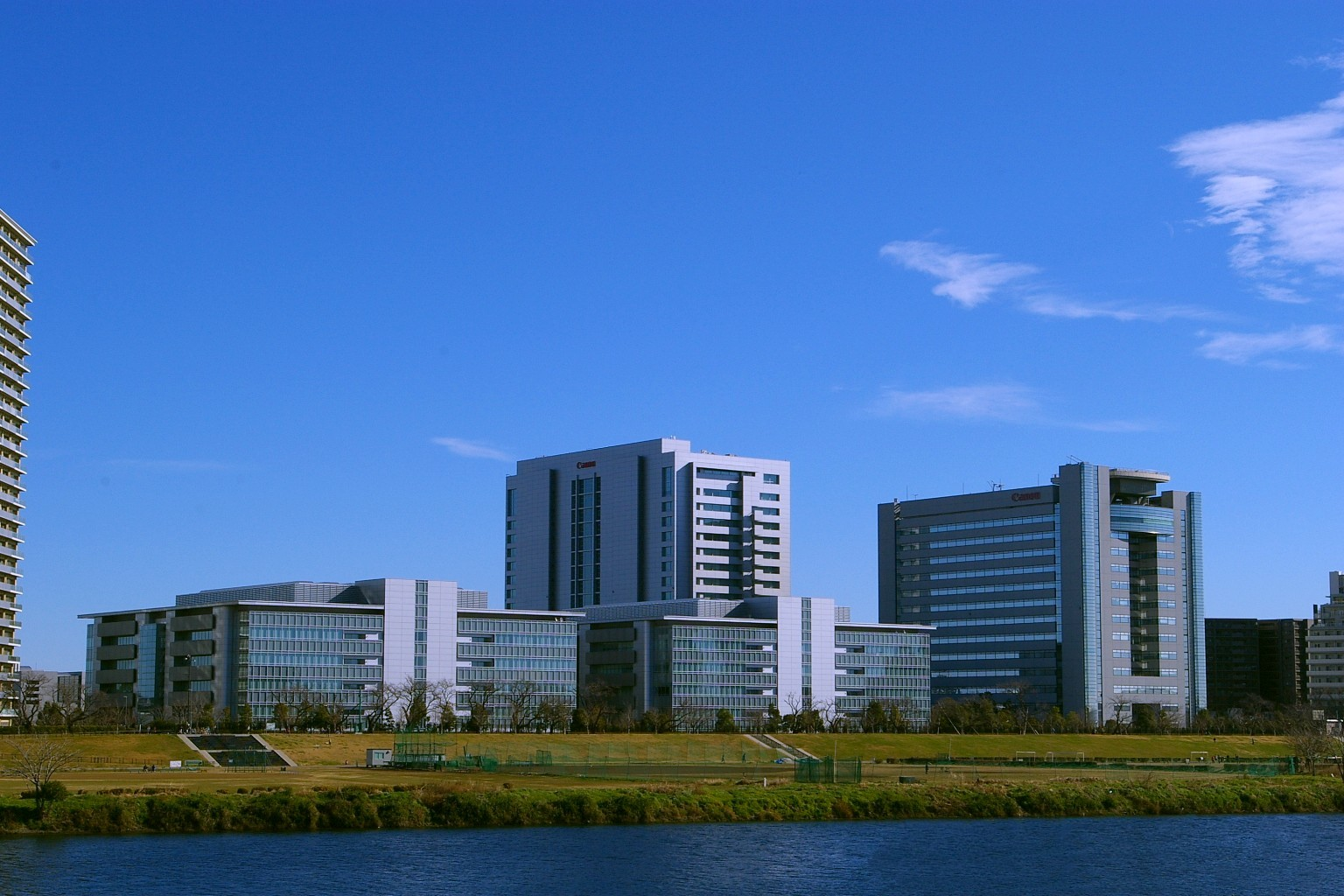
キヤノン本社

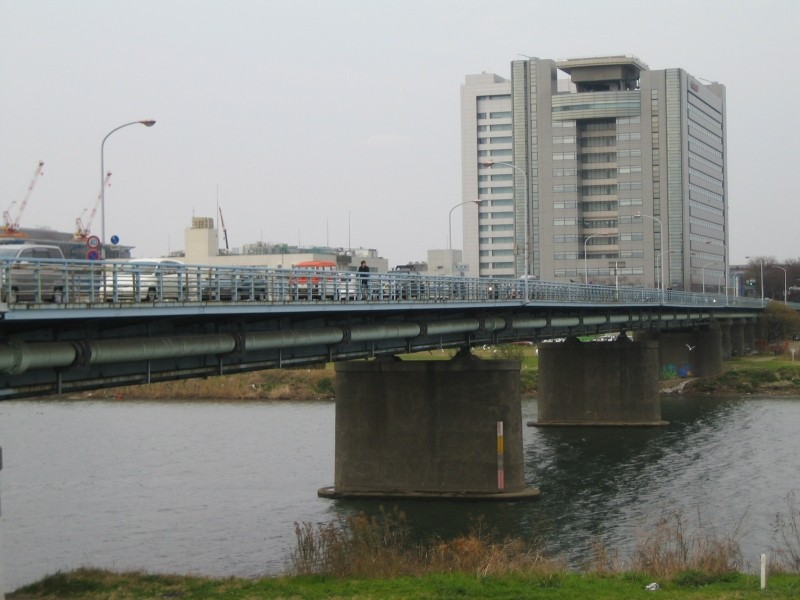
ガス橋

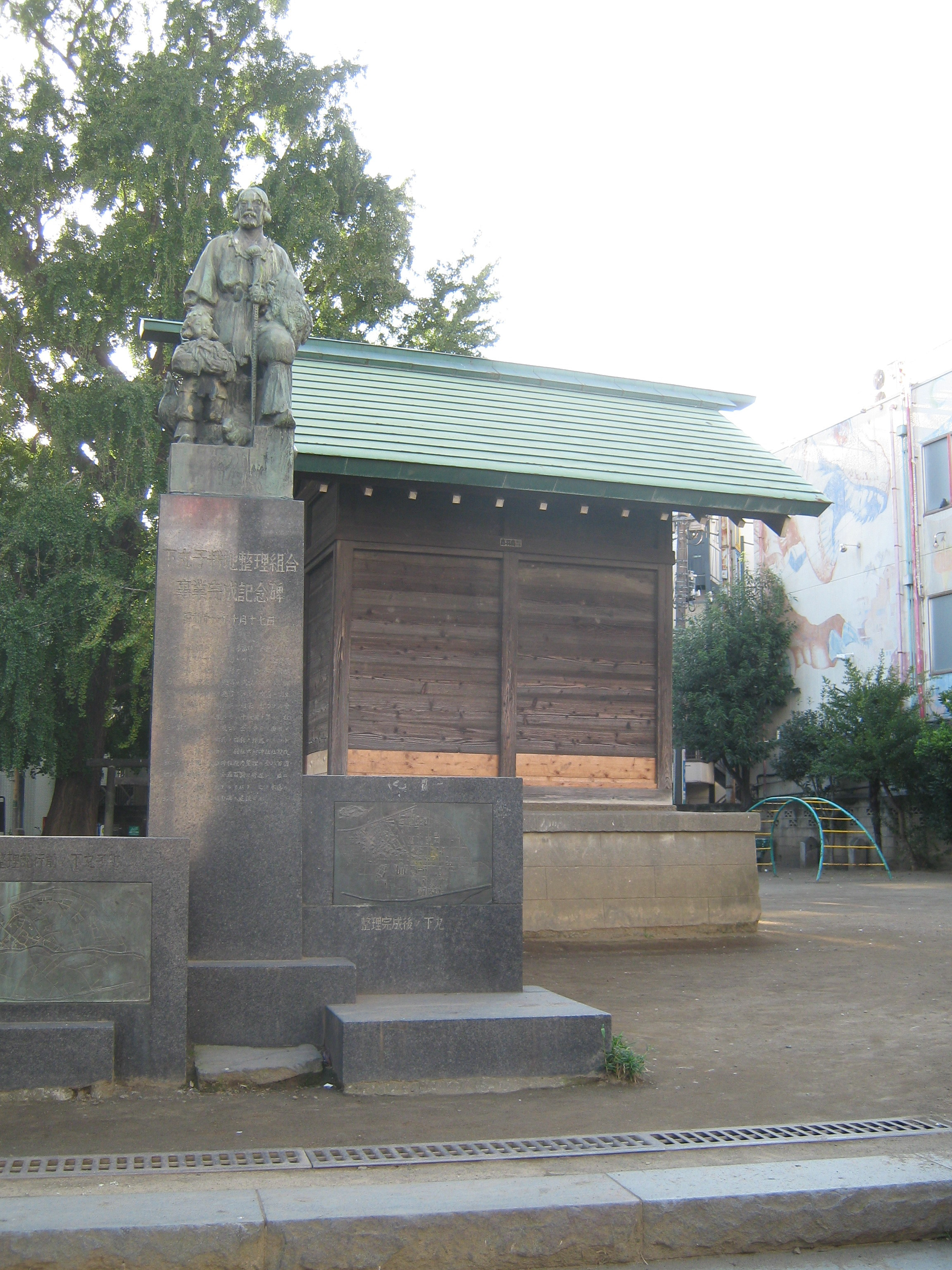
下丸子耕地整理組合事業
完成記念碑

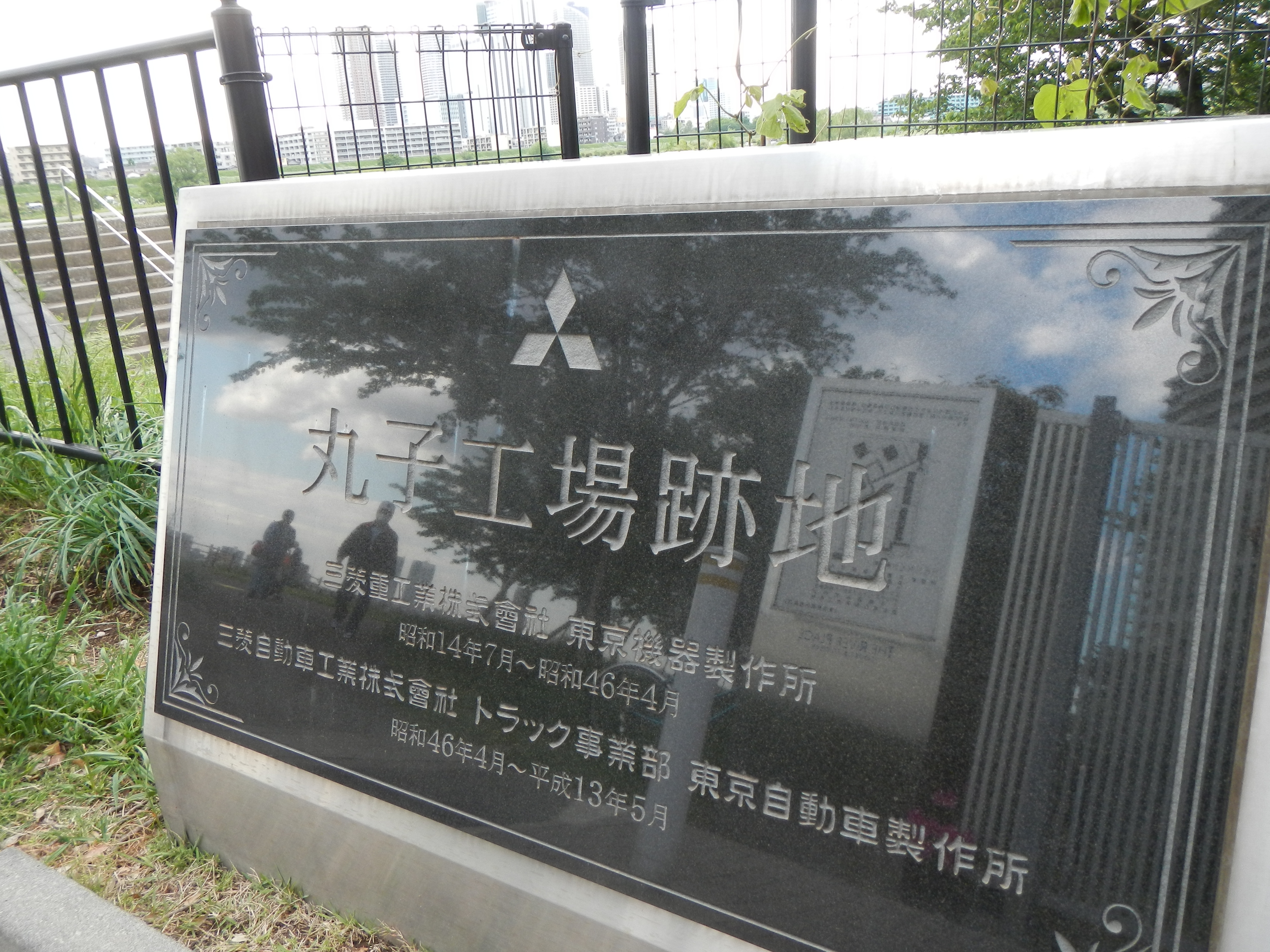
三菱自動車工業丸子工場記念碑

### 公共
- 警視庁池上警察署ガス橋交番
- 東京消防庁矢口消防署下丸子出張所
- 東京二十三区清掃一部事務組合多摩川清掃工場
- 大田区立下丸子公園
- 大田区立多摩川ガス橋緑地

### 交通
- 東急多摩川線下丸子駅
- ガス橋
- 多摩堤通り
- ガス橋通り

### 教育
- 大田区立矢口西小学校
- 大田区立矢口中学校

### 医療・福祉
- 医療法人社団秀輝会目蒲病院
- 大田区立特別養護老人ホームたまがわ
  - 地域包括支援センターたまがわ
- 大田区立下丸子児童館
- 大田区立下丸子四丁目児童館

### 文化・スポーツ
- 大田区民プラザ
- 大田区立下丸子図書館
- 五十嵐健治記念洗濯資料館
- エニタイムフィットネス 下丸子店
- オアフクラブ 多摩川

### 宗教
- 真言宗智山派長福寺、蓮光院
- 六所神社
- 下丸子天祖神社
- 創価学会大田池田文化会館

### 企業・商業施設
- キヤノン本社
- 宇野澤組鐵工所本社
- 白洋舍本社
- オリンピック下丸子店
- 西友下丸子店
- 東武ストア下丸子店

### 大規模集合住宅
- ザ・リバープレイス（962戸、2004年 - ）
- 東京サーハウス（758戸、2003年 - ）
- パークハウス多摩川（575戸、1991年 - ）
- シエルズガーデン（486戸、2003年 - ）
- ブラウトリエ（428戸、2002年 - ）
- 多摩川ハイム（272戸、1981年 - ）
- シティテラス下丸子（233戸予定、2026年予定）

### 現存しない施設
- 三菱重工業丸子工場（東京機器製作所）（1939年7月 - 1971年4月）→ 三菱自動車工業丸子工場（トラック事業部 東京自動車製作所）（1971年4月 - 2001年5月）
- 三井精機工業東京工場（1934年 - 2001年）[18]
- 日本精工（NSK）多摩川工場（1935年 - 1999年）[19]
- 北辰電機製作所本社工場（1934年 - 1983年）→ 横河北辰電機下丸子工場（1983年 - 1985年）
- ANAトレーニング＆エデュケーションセンター（ANATEC）（2000年 - 2020年）[20]

## その他

### 日本郵便
- 郵便番号 : 146-0092[2]（集配局 : 千鳥郵便局[21]）。